# Michael Palliser
Sir Arthur Michael Palliser, GCMG, PC (* 9. April 1922 in Reigate, Surrey, England; † 19. Juni 2012) war ein britischer Diplomat und Politiker, der unter anderem von 1971 bis 1975 Botschafter und Ständiger Vertreter des Vereinigten Königreichs bei den Europäischen Gemeinschaften sowie zwischen 1975 und 1982 als Ständiger Unterstaatssekretär (Permanent Under-Secretary for Foreign Affairs) höchster Beamter im Außenministerium war.

## Leben
Arthur Michael Palliser, Sohn von Admiral Sir Arthur Francis Eric Palliser (1890–1956) und dessen Ehefrau Margaret Eva King-Salter, absolvierte nach dem Besuch des Wellington College in Crowthorne ein Studium am Merton College der University of Oxford. Während des Zweiten Weltkrieges wurde er als Second Lieutenant in das Gardegrenadierregiment Coldstream Guards übernommen und kam mit dessen 4. Bataillon bei der Befreiung der Niederlande im Einsatz, wobei er für seine dortigen im Kriegsbericht erwähnt wurde (Mentioned in dispatches). Nach seinem Ausscheiden aus dem aktiven Militärdienst trat er 1947 in den diplomatischen Dienst (His Majesty’s Diplomatic Service) ein. Nachdem er Privatsekretär des damaligen Ständigen Unterstaatssekretärs Sir Orme Sargent war, fungierte er als Erster Sekretär an der Botschaft in Frankreich und fand in den folgenden Jahren zahlreiche Verwendungen an Auslandsvertretungen sowie im Außenministerium.
Nachdem Palliser 1963 das Imperial Defence College (IDC) in London absolviert hatte, war er zwischen 1964 und 1966 Leiter des Planungsstabes des Außenministeriums (Head of Planning Staff, Foreign Office) sowie im Anschluss von 1966 bis 1969 außenpolitischer Privatsekretär von Premierminister Harold Wilson. Für seine Verdienste in dieser Zeit wurde er 1966 zum Companion des Order of St Michael and St George (CMG) ernannt. Nach Beendigung seiner Tätigkeit für den Premierminister war er zwischen 1969 und 1971 Gesandter an der Botschaft in Frankreich und löste im Anschluss 1971 Sir James Marjoribanks als Botschafter bei den Europäischen Gemeinschaften und war damit nach dem Beitritt des Vereinigten Königreichs am 1. Januar 1973 erster Ständiger Vertreter des Vereinigten Königreichs bei den Europäischen Gemeinschaften. Er verblieb in dieser Funktion bis 1975 und wurde daraufhin von Sir Donald Maitland abgelöst. Im Rahmen der sogenannten „New Year Honours“ wurde er am 1. Januar 1973 für seine Verdienste als Knight Commander des Order of St Michael and St George (KCMG) geadelt, so dass er fortan das Prädikat „Sir“ führte.
Zuletzt wurde Sir Michael Palliser 1975 Nachfolger von Sir Thomas Brimelow als Ständiger Unterstaatssekretär im Ministerium für Auswärtiges und Angelegenheiten des Commonwealth of Nations (Permanent Under-Secretary for Foreign and Commonwealth Affairs). Er war damit der ranghöchste Beamte des Außenministeriums und bekleidete dieses Amt bis zu seiner Ablösung durch Sir Antony Acland 1982. Am 31. Dezember 1980 wurde er im Rahmen der „New Year Honours“ zum Knight Grand Cross des Order of St Michael and St George (GCMG) erhoben. Von April bis Juli 1982 war er während des Falklandkrieges Sonderberater von Premierministerin Margaret Thatcher im Kabinettsbüro (Cabinet Office) und wurde 1983 des Weiteren auch Mitglied des Privy Council (PC).
Nach seinem Ausscheiden aus dem Regierungsdienst wurde Palliser 1983 Vorstandsmitglied der zur Midland Bank gehörenden Handelsbank Samuel Montagu & Co. und war von 1984 bis 1993 deren Vorstandsvorsitzender sowie daraufhin zwischen 1993 und 1996 stellvertretender Vorsitzender. Er war darüber hinaus von 1995 bis 2008 stellvertretender Vorsitzender des Salzburg Seminar,  eine gemeinnützige Organisation mit Sitz in Schloss Leopoldskron in Salzburg, die Veranstaltungen zu Themen wie Gesundheitsfürsorge, Bildung, Kultur, Geopolitik u. a. durchführt. 1948 heiratete er Marie Marguerite Spaak, Tochter des belgischen Staatsmanns Paul-Henri Spaak. Aus dieser Ehe gingen drei Söhne hervor, darunter der Maler Anthony Palliser (* 1949).

## Veröffentlichung
- Britain and British diplomacy in a world of change, David Davies Memorial Institute of International Studies, London 1976